# Zakariah Barie
Zakariah Barie (* 29. Mai 1953 in Tansania) ist ein ehemaliger Langstreckenläufer. Seine persönlichen Bestmarken sind 7:52,0 min über 3000 Meter, 27:38,6 min über 10.000 Meter und 2:11:47 h im Marathon. Sein Vorname wird auch „Zackariah“ geschrieben.

## Ergebnisse
| Jahr | Bewerb                                     | Ort                     | Typ                            | Rang | Zeit (min/h) |
| ---- | ------------------------------------------ | ----------------------- | ------------------------------ | ---- | ------------ |
| 1979 | Internationaler Friedenslauf               | Youngstown, USA         | 25-Kilometer-Lauf              | 2    | 1:17:57      |
| 1980 |                                            | Dublin, Irland          | 5000-Meter-Lauf                | 4    | 13:29:47     |
| 1981 |                                            | Florenz, Italien        | 3000-Meter-Lauf                | 6    | 7:52:00      |
| 1981 | Golden Spikes                              | Ostrava, Tschechien     | 5000-Meter-Lauf                | 3    | 13:36,68     |
| 1982 | Mt Sac Relays                              | Walnut, USA             | 10.000-Meter-Lauf              | 4    | 27:38,6      |
| 1982 | Commonwealth Games                         | Brisbane, Australien    | 10.000-Meter-Lauf              | 2    | 28:10,65     |
| 1982 | Commonwealth Games                         | Brisbane, Australien    | 5000-Meter-Lauf                | 4    | 13:39,03     |
| 1982 | NCAA Division I Crosscountry Championships | Bloomington, USA        | 10-Kilometer-Crosslauf         | 2    | 30:14        |
| 1983 | Three King’s Night Race                    | Punta del Este, Uruguay | 8 Kilometer-Lauf               | 1    | 22:53        |
| 1983 | Crescent City Classic                      | New Orleans, USA        | 10.000-Meter-Lauf              | 2    | 28:23        |
| 1983 | Western Athletic Conference Championships  | Provo, USA              | 10.000-Meter-Lauf              | 2    | 29:18,16     |
| 1983 | Western Athletic Conference Championships  | Provo, USA              | 5000-Meter-Lauf                | 2    | 14:00,93     |
| 1983 | NCAA Division I Championships              | Houston, USA            | 5000-Meter-Lauf                | 1    | 13:59,62     |
| 1983 | NCAA Division I Crosscountry Championships | Bethlehem, USA          | 10-Kilometer-Crosslauf         | 1    | 29;20        |
| 1984 | Rotterdam-Marathon                         | Rotterdam, Niederlande  | Marathon                       | 2    | 2:11:47      |
| 1984 | San Blas                                   | Coamo, Puerto Rico      | Halbmarathon                   | 1    | 1:04:54      |
| 1984 | Continental Homes                          | Phoenix, USA            | 10.000-Meter-Lauf              | 1    | 27:43        |
| 1984 | Dr Scholl's Pro Comfort                    | Boston, USA             | 10.000-Meter-Lauf              | 2    | 28:59        |
| 1985 | Grand Prix of Bern                         | Bwern, Schweiz          | 10-Meilen-Lauf                 | 2    | 48:12,9      |
| 1986 | RevCo Cleveland                            | Cleveland, USA          | 10.000-Meter-Lauf              | 3    | 29:07        |
| 1986 | Internationaler Friedenslauf               | Youngstown, USA         | 25-Kilometer-Lauf              | 1    | 1:20:44      |
| 1987 | Shelter Island                             | Shelter Island, USA     | 10.000-Meter-Lauf              | 2    | 29:46        |
| 1987 | Nordstrom on Broadway                      | Portland, USA           | 8-Kilometer-Lauf               | 1    | 23:33        |
| 1987 | Duke City                                  | Albuquerque, USA        | Halbmarathon (Start=Ziel)      | 1    | 1:05,34      |
| 1987 | Internationaler Friedenslauf               | Youngstown, USA         | 10.000-Meter-Lauf              | 1    | 29:09        |
| 1987 | Citrus Bowl                                | Orlando, USA            | Halbmarathon                   | 2    | 1:02:35      |
| 1988 | Boston-Marathon                            | Boston, USA             | Marathon                       | 11   | 2:14:32      |
| 1988 | Shelter Island                             | Shelter Island, USA     | 10.000-Meter-Lauf              | 1    | 29:19        |
| 1988 | Charleston Distance Run                    | Charleston, USA         | 15-Meilen-Lauf                 | 2    | 1:16:29      |
| 1989 | Azalea Trail                               | Tyler, USA              | 10.000-Meter-Lauf              | 3    | 29:31        |
| 1989 | Juncos                                     | Juncos, Puerto Rico     | Halbmarathon                   | 4    | 1:07:41      |
| 1991 | Torino                                     | Turin, Italien          | Marathon (zu kurz, Start=Ziel) | 17   | 2:21:04      |